# San Felipe Usila
San Felipe Usila là một đô thị thuộc bang Oaxaca, México. Năm 2005, dân số của đô thị này là 11642 người.